# Euparagia platiniceps
Euparagia platiniceps är en stekelart som beskrevs av Richard Mitchell Bohart 1938. Euparagia platiniceps ingår i släktet Euparagia och familjen Masaridae. Inga underarter finns listade i Catalogue of Life.